# درون‌هاگ در گیاهان
درون‌هاگ در گیاهان (انگلیسی: Endospory in plants)، عبارت است از حفظ و توسعه گامتوفیت‌ها، به‌طور جزئی یا کامل، در دیواره هاگ مولد. این ویژگی در بسیاری از گونه‌های گیاهی ناجورهاگ وجود دارد.

## خاستگاه
بحث این است که آیا درون‌هاگی ابتدا فرگشت یافته یا ناجورهاگی. برخی از بحث‌ها بر لزوم توسعه درون‌هاگی قبل از ناجورهاگی متمرکز است. فرض بر این است که درون‌هاگی به دنبال ناجورهاگی است، اما پیشنهاد شده است که بدون درون‌هاگی، وابستگی گونه‌های گیاهی اولیه به لقاح آب و اثرات زیست‌محیطی بر بیان ژن گامتوفیت، شانس ناجورهاگی را در دوونین پسین کاهش می‌دهد. ناجورهاگی و درون‌هاگی اغلب همزمان یافت می‌شوند و منشأ درون‌هاگی از مقایسه در گونه‌های موجود بدست می‌آید.
فسیل‌ها شواهدی مبنی بر منشأ ناجورهاگی در دوونین میانی تا متأخر ارائه می‌دهند، با اولین سابقه گونه‌های فسیلی سیکلوستیگما (Cyclostigma) و بی‌اسپورانژیوستروبوس (Bisporangiostrobus)، جنس‌های دوونین پسین. پیشینه‌های فسیلی اولیه درون‌هاگی در ادبیات مورد بحث قرار نگرفته است، اما قدیمی‌ترین دودمان موجود با ناجورهاگی، علف خوک، به دلیل پتانسیل بزرگ‌هاگ‌های آن برای فتوسنتز و ریزوئیدها که از ساختار هاگ گسترش می‌یابد، به‌عنوان یک واسطه بالقوه در فرگشت ریخت‌شناسی به درون‌هاگی شناخته شده است.
ساختارهای تخمک در اواخر دوونین شروع به متنوع شدن کردند، که نشان می‌دهد درون‌هاگی در حدود این زمان منشأ گرفته است. این احتمال وجود دارد که در برخی دودمان، ناجورهاگی از طریق تغییرات رشدی درون‌هاگی، پیامد درون‌هاگی بوده باشد. به‌طور خاص در تراکئوفیت ها، درون‌هاگی و ناجورهاگی ممکن است چندین بار به‌طور جداگانه فرگشت یافته باشند.
پیشنهاد شده است که ناجورهاگی و درون‌هاگی ممکن است به‌صورت تطبیقی مرتبط باشند، اما با کنترل رشد مستقل. استنباط فیلوژنتیکی شاخ‌واش نشان می‌دهد که درون‌هاگی هموپلاس (Homoplasy) است. این امر در منشأ جداگانه درون‌هاگی در ردیف‌های چندگانه جگرواشان مشاهده می‌شود.
| رده                          | راسته                 | اندوسپوری موجود است |
| ---------------------------- | --------------------- | ------------------- |
| پنجه‌گرگ‌ویسان (Clubmosses)    | Selaginales           | بله                 |
| شاخ‌واش (Hornworts)           | Dendrocerotales       | بله                 |
| زیررده دم‌اسبی‌ها (Horsetails) | دم‌اسبی‌سانان           | بله                 |
| Pteropsida (Ferns)           |                       | نامشخص              |
| سرخس (Ferns)                 | سرخس‌آبی‌سانان          | بله                 |
|                              | Marsileales           | بله                 |
|                              | Filicales (Platyzoma) | نه                  |
| Gymnospermopsidia            | پیدازادان             | بله                 |

## گامتوفیت‌های درون‌هاگ
مگاگامتوفیت‌های درون‌هاگ فقط ریزوئیدها و مامه‌دان را از دیواره هاگ بیرون می‌آورند، آنها اغلب فاقد سبزینه هستند و مواد مغذی را از خاک دریافت نمی‌کنند. تکامل مگاگامتوفیت درون‌هاگ به‌طور مستقیم با میکروگامتوفیت‌های درون‌هاگ مرتبط است، که بسیار کاهش می‌یابند، و اسپرم‌های تاژک‌دار را پس از رشد کامل و تولید آنتریدیوم در دیواره هاگ آزاد می‌کنند.

## مزایای فرگشتی
در طول رشد گامتوفیت، گامتوفیت‌های درون‌هاگ به والد هاگ‌رست خود وابسته هستند. توسعه گامتوفیت در داخل دیواره هاگ به‌طور مستقیم اثرات محیطی بر بیان ژن گامتوفیت را کاهش می‌دهد که منجر به تنوع ژنتیکی و نرخ تنوع بالاتر می‌شود. حفظ گامتوفیت‌ها در دیواره هاگ علاوه بر این مزایایی را برای انتخاب در محیط‌های زیست‌محیطی پس از لقاح فراهم می‌کند. پشتیبانی ارائه شده توسط دیواره هاگ، که مشابه است اما به‌اندازه یک تخمک پیشرفته نیست، موفقیت تولیدمثلی را افزایش داد و به مزایای انتخابی قوی در طول رقابت اجازه داد. بزرگ‌هاگ‌های بزرگتر و محصور توانستند به‌طور مستقل به محیط از نظر زیستگاه و منابع پاسخ دهند.

## مزایای بوم‌شناسی
توسعه گامتوفیت‌ها در دیواره هاگ باعث بهبود عملکرد جنسی و همچنین محافظت در برابر شرایط سخت می‌شود. وابستگی به مواد مغذی در طول رشد گامتوفیت به‌طور کامل توسط دیواره هاگ تامین می‌شود، و در نتیجه مگاگامتوفیت‌های درون‌هاگ توانایی ذخیره متابولیت‌ها را افزایش می‌دهند، مدت زمانی که یک هاگ می‌تواند بدون آب زندگی کند و توانایی پر کردن زیستگاه‌های جدید و آشفته را افزایش می‌دهد.